# Carlos Lasarte
Carlos Lasarte (Buenos Aires, 14 de septiembre de 1941) es un actor, director teatral y profesor argentino.

## Biografía
Nace en Buenos Aires en una familia de la clase media emergente en la Argentina de la década de los 40, donde el imperativo para el ascenso social era obtener un título universitario, por ello se ve abocado a estudiar Derecho, cuando su verdadera vocación era el teatro.
Obtenido el título de abogado, ingresa en ITUBA (Instituto del Teatro de la Universidad de Buenos Aires) estudia también entre otros, con Carlos Gandolfo, gran maestro de actores, y Lee Strasberg.
Debuta como actor en La Comedia Universitaria en el Teatro San Martín (Antígona) donde continuaría con grandes títulos como "300 millones" de Roberto Arlt o El círculo de tiza caucasiano de Bertolt Brecht.
En el año 1974 se inicia como director con "Los Gemelos" según Plauto, pero es en "Los Indios Estaban Cabreros" de Agustín Cuzzani, donde despliega el sentido del humor y juego imaginativo que le caracterizan.
En 1977, por motivos personales, se instala en Barcelona, donde funda el "Grupo de Teatro Buenos Aires" para difundir dramaturgos argentinos contemporáneos y más tarde La Companyia Teatreneu, dedicado a espectáculos de pequeño formato de autores internacionales contemporáneos. Con ésta inaugura en 1988 Teatreneu Teatre.
A partir de 1991 se dedica casi exclusivamente a la docencia teatral, y es en 1999 cuando Jaume Balaguero le confía el rol de Santini en su gran opera prima Los sin nombre, y allí arranca una nueva trayectoria en el audiovisual español con títulos tan destacados como REC o Blancanieves.

## Cine
| Año  | Título                               | Dirección                         |
| ---- | ------------------------------------ | --------------------------------- |
| 2014 | REC 4: Apocalipsis                   | Jaume Balagueró                   |
| 2007 | Nada S.A. (Corto)                    | Cayetano Casas, Albert Pintó      |
| 2013 | Intrusos                             | Ivan Mourin                       |
| 2013 | Alpha                                | Joan Cutrina                      |
| 2013 | El Clan                              | Jaime Falero                      |
| 2012 | Blancanieves                         | Pablo Berger                      |
| 2011 | Mientras duermes                     | Jaume Balagueró                   |
| 2010 | Señor Rosso (Corto)                  | Jaume Balagueró                   |
| 2009 | Tramontana                           | Ramón Gieling                     |
| 2009 | REC 2                                | Jaume Balagueró, Paco Plaza       |
| 2009 | Versus                               | Iago de Soto                      |
| 2008 | Radio Love                           | Leonardo de Armas                 |
| 2007 | Los Totenwackers                     | Ibon Cormenzana                   |
| 2007 | Aquí estoy y aquí me quedo           | Hazael Muñoz                      |
| 2007 | REC                                  | Jaume Balagueró, Paco Plaza       |
| 2007 | The Deal                             | Bryan Goeres                      |
| 2007 | Arte (Corto)                         | Martí Lucas                       |
| 2006 | El coronel Macià                     | Josep Maria Forn                  |
| 2004 | Hipnos                               | David Carreras                    |
| 2002 | Como peces en el río (Brombeerchen)  | Oliver Rihs                       |
| 2001 | Killing the Spot (corto)             | Albert Pérez                      |
| 2000 | Faust: La venganza está en la sangre | Brian Yuzna                       |
| 2000 | Tatawo                               | Jo Sol                            |
| 1999 | Los sin nombre                       | Jaume Balagueró                   |
| 1989 | Atardece (Corto)                     | Xose López                        |
| 1979 | Companys, procés a Catalunya         | Josep Maria Forn                  |
| 1978 | Serenata a la luz de la luna         | Carlos Jover, José Antonio Salgot |
| 1975 | La Raulito                           | Lautaro Murúa                     |
| 1974 | La Patagonia Rebelde                 | Héctor Olivera                    |
| 1974 | Quebracho                            | Ricardo Wullicher                 |
| 1970 | La fidelidad                         | Juan José Jusid                   |
| 1969 | Pame la CHU                          | Juan José Jusid                   |

## Televisión
| Año  | Título                            |                           |
| ---- | --------------------------------- | ------------------------- |
| 2009 | Águila Roja                       | Serie Televisión Española |
| 2007 | RIS Científica                    | Serie Telecinco           |
| 2006 | Amar en tiempos revueltos         | Serie TVE                 |
| 2005 | Mar rojo                          | Telemovie Telecinco       |
| 2004 | De moda                           | Serie TV3 (Cataluña)      |
| 2003 | La Mari (miniserie)               | TV3 (Cataluña)            |
| 2001 | Quia                              | Telemovie TV3 (Cataluña)  |
| 2000 | Hospital Central                  | Serie Telecinco           |
| 1999 | El comisario                      | Serie Telecinco           |
| 1998 | Periodistas (serie de televisión) | Telecinco                 |
| 1998 | Compañeros (serie de televisión)  | Antena 3                  |

## Teatro
| Año  | Obra                                                     | Autor                  |                              |
| ---- | -------------------------------------------------------- | ---------------------- | ---------------------------- |
| 1998 | Atando cabos                                             | Griselda Gambaro       | director y actor             |
| 1998 | Palabras póstumas                                        | Albert Espinosa        | director                     |
| 1997 | No hay que llorar                                        | Roberto Cossa          | actor                        |
| 1995 | El acompañamiento                                        | Carlos Gorostiza       | director y actor             |
| 1993 | Capri c'eest fini                                        | Carlos Lasarte         | director y actor             |
| 1991 | Camí de la Meca                                          | Athol Fuggard          | asistente dirección          |
| 1991 | Catalanish                                               | Israel Horovitz        | director                     |
| 1990 | El coratge de matar                                      | Lars Noren             | director                     |
| 1989 | Qui és l'últim? (Line)                                   | Israel Horovitz        | director                     |
| 1989 | Mitjanit al Starlite                                     | Michael Hastings       | director                     |
| 1984 | 3x Mishima                                               | Yukio Mishima          | director                     |
| 1983 | Qui és l'últim? (Line)                                   | Israel Horovitz        | director                     |
| 1982 | El fascinerós és al replà                                | Joe Orton              | director                     |
| 1982 | La Iaia (La nona)                                        | Roberto M. Cossa       | director                     |
| 1981 | L'auca del Sr. Esteve                                    | Agustí Soler i Mas     | dramaturgo y director        |
| 1981 | Camaralenta                                              | Eduardo Pavlovsky      | actor                        |
| 1980 | Los inquilinos                                           | Augusto Vigo Giai      | actor                        |
| 1979 | El amasijo                                               | Osvaldo Dragún         | actor                        |
| 1978 | Crónica de un secuestro                                  | Mario Diament          | actor                        |
| 1976 | Los indios estaban cabreros                              | Agustín Cuzzani        | dramaturgo, director y actor |
| 1975 | Los silencios de Pedro Vargas                            | Ernesto L. Castro      | actor                        |
| 1974 | Los gemelos                                              | Plauto                 | director                     |
| 1974 | Abelardo es un amigo                                     | Graciela Tesaire       | actor                        |
| 1973 | Un tal Servando Gómez                                    | Samuel Eichelbaum      | actor                        |
| 1973 | 300 millones                                             | Robert Arlt            | actor                        |
| 1972 | Volpone                                                  | Ben Jonson             | actor                        |
| 1972 | Aire libre                                               | José Maria Paolantonio | actor                        |
| 1971 | El círculo de tiza caucasiano                            | Bertolt Brecht         | actor                        |
| 1971 | Aire libre                                               | José María Paolantonio | actor                        |
| 1970 | Los gemelos resplandecientes y El sacrificio del verdugo | René de Obaldia        | actor                        |
| 1970 | La excepción y la regla                                  | Bertolt Brecht         | actor                        |
| 1969 | Impromptus                                               | René de Obaldia        | actor                        |
| 1969 | Leonce y Lena                                            | George Büchmer         | actor                        |
| 1968 | Historia del Teapatropo                                  | Carlos Lasarte         | actor                        |
| 1968 | Antígona                                                 | Sófocles               | actor                        |